# Hôtel de Gaufridi
 (septembre 2019).
L'Hôtel de Gaufridi est un hôtel particulier situé au n° 1 de la rue Aude, à Aix-en-Provence, Provence-Alpes-Côte d'Azur, France. Le bâtiment est situé près de l'extrémité Est du Cours et de la statue du Roi René.

## Construction et historique
L'hôtel particulier fut vraisemblablement construit au XVIIe siècle pour la famille Gaufridi, une vieille famille provençale et à cette époque consuls de père en fils.
Jean-François Gaufridi, baron de Trets et héritier des lieux, fut l'auteur d'une histoire de la Provence. Son fils, Jacques, vendit la maison en 1741.